# Stanisław Czerwiński (major)
Stanisław Czerwiński (ur. 1 listopada 1896 w Żółtańcach, zm. ?) – major piechoty Wojska Polskiego.

## Życiorys
Urodził się 1 listopada 1896 w Żółtańcach, pow. żółkiewskim, jako syn Józefa. Służył w 79 pułku piechoty w Słonimie. 27 stycznia 1930 został mianowany majorem ze starszeństwem z 1 stycznia 1930 i 82. lokatą w korpusie oficerów piechoty. W marcu tego roku został przeniesiony do 20 pułku piechoty w Krakowie na stanowisko obwodowego komendanta Przysposobienia Wojskowego. Później został przesunięty na stanowisko dowódcy batalionu, a w kwietniu 1934 na stanowisko kwatermistrza. W marcu 1939 pełnił służbę w 75 pułku piechoty w Chorzowie na stanowisku dowódcy I batalionu, detaszowanego w Rybniku.
W czasie kampanii wrześniowej walczył na stanowisku kwatermistrza 54 pułku piechoty Strzelców Kresowych.

## Ordery i odznaczenia
- Krzyż Niepodległości (12 maja 1931)[11][2][12]
- Krzyż Walecznych (czterokrotnie)[13]
- Złoty Krzyż Zasługi[12]
- Srebrny Krzyż Zasługi (3 sierpnia 1928)[14][13]
- Medal Zwycięstwa („Médaille Interalliée”)[15]